# سكوت دبليو. وليامز
سكوت دبليو. وليامز (بالإنجليزية: Scott W. Williams)‏ هو رياضياتي أمريكي، ولد في 22 أبريل 1943.